# Harry Källström
Pour les articles homonymes, voir Källström.
Harry Källström, dit Sputnik, né le 30 juin 1939 à Södertälje et décédé le 13 juillet 2009 à Strömsund d'une crise cardiaque, est un pilote de rallye suédois.

## Biographie
Fils de Gunnar Källström, Harry débuta en compétition automobile en 1957, au volant d'une Volkswagen Coccinelle, passant rapidement sur Volkswagen de 1959 à 1963, puis Mini Cooper BMC, de 1964 à 1968.
Il a concouru en championnat d'Europe des rallyes de 1963 à 1969, et de 1968 à 1975 il remporta ses plus belles victoires chez Lancia.
Sa dernière course en championnat du monde s'effectua lors du rallye Sanremo de 1980 sur une Datsun 160J, et sa dernière apparition nationale en 1992 sur une Suzuki Swift.
Ses copilotes étaient essentiellement Claes-Göran Andersson en championnat d'Europe jusqu'en 1969, et Gunnar Häggbom de 1970 à 1972.
Il était marié à l'actrice et chanteuse suédoise Sondja Lindren, ayant vécu avec elle à Strömsund où il possédait une entreprise de transports.

## Palmarès
- Champion d'Europe des rallyes en 1969 sur Lancia Fulvia Coupé 1.3 HF puis 1.6 HF;
- Quadruple Champion de Suède des rallyes, dont 1959 et 1964 (VW 1500S) (son père fut le premier vainqueur du championnat national, en 1952 sur Volkswagen).

### 1 victoire en championnat du monde WRC
- 1976: rallye de l'Acropole (Grèce), sur Datsun-Violet 160J (3e en 1977 et 1979)
  - (2e du Safari rally en 1973, sur Datsun 1800 SSS, bien qu'ayant fini dans le même temps que Shekhar Mehta déclaré vainqueur)

### 1 victoire en coupe du monde des constructeurs
- 1970: Rallye RAC, sur Lancia Fulvia coupé HF

### 5 victoires en championnat d'Europe (sur Lancia)
- 1969 : rallye RAC;
- 1969 : rallye RACE d'Espagne;
- 1969 : rallye Méditerranée (à Monaco, avec Gunnar Haggbom pour copilote - en fait seconde place théorique du rallye Monte-Carlo, les organisateurs créant cette année-là une compétition spécifique pour les Groupes 4 à 6 au sein de la course, la Lancia Fulvia HF étant un Groupe 6 classe A);
- 1969 : rallye Sanremo-Sestrères;
- 1970 : rallye San Martino di Castrozza.

### 1 victoire en championnat du Moyen-Orient
- 1978 : rallye du Qatar, sur Nissan-Datsun 1800.SSS.

### 1 victoire en championnat de France
- 1967 : Coupe des Alpes, sur Renault 8 Gordini team Sweden.

### 1 victoire sur circuits
- 1969 : 84 Heures du Nürburgring, (ex- Liège-Rome-Liège (39e édition)), avec Tony Fall et Sergio Barbasio, sur  Lancia Fulvia Coupé 1.6 HF prototype (du team Lancia Squadra Corse).